# Oči čornyje
Oči čornyje (rusky: Oчи чёрные, v překladu: Černé oči) je ruská lidová píseň. Text využívá báseň ukrajinského spisovatele Jevhena Hrebinky, jež vyšla rusky prvně roku 1843 v časopise Literaturnaja Gazeta (v autorově vlastním překladu). V písni muž opěvuje černé oči ženy, které ho přitahují, ale také se jich bojí. Původ melodie je neznámý, ale podle některých muzikologů značně připomíná skladbu Valse hommage Floriana Hermanna z roku 1879 a je jí možná inspirovaná. Proto také někdy píseň není označována za lidovou, ale spíše kabaretní. Na základě melodiky a tematiky je někdy píseň též označována za cikánskou. To souvisí i s tím, že se objevila v britském filmovém týdeníku Pathé z roku 1934, kde ji hraje cikánská kapela, v níž lze spatřit i Adalgiso Ferrarise, britského skladatele italského původu, který dlouho pobýval v Rusku a píseň okolo roku 1910 dostal na Západ a proslavil ji zde. Melodie je užita například ve filmu Davida Cronenberga Eastern Promises, v americkém hororu Hostel, nebo v počítačové hře Syberia.